# NGC 969
NGC 969 је лентикуларна галаксија у сазвежђу Троугао која се налази на NGC листи објеката дубоког неба.
Деклинација објекта је + 32° 56' 47" а ректасцензија 2h 34m 8,0s. Привидна величина (магнитуда) објекта NGC 969 износи 12,3 а фотографска магнитуда 13,3. NGC 969 је још познат и под ознакама UGC 2039, MCG 5-7-8, CGCG 505-10, PGC 9781.